# Пакбітун
Пакбітун (ісп. Pacbitun) — руїни міста цивілізації мая в окрузі Кайо (Беліз).

## Історія
Перше поселення з'явилося наприкінці X або на початку IX століття до н. е. (в докласичний період). Вдало розташування дозволяло жителям міста використовувати ресурси рівнин для сільського господарства, лісу — задля будівництва, скульптури, торгівлі тощо. Ці обставини сприяли формуванню навколо міста самостійного царства (його назва поки не дешифрована).
Діяльність місцевих ахавів сприяла перетворенню Пакбітуна на важливий політичний та культовий центр мая (сучасний південний захід Белізу). Стосовно стосунків з великими державами класичного періоду — Мутульським й Канульським царствами — недостатньо відомостей. З огляду на деякий архітектурний вплив Мутуля (Тікаля) припускають, що Пакбітун знаходився в сфері цього царства. Після послаблення останнього ахави Пікбатуна зуміли зберегти свої володіння неушкодженими.
Пакбітун досяг найбільшого піднесення у VIII—IX ст. н. е., тобто у пізньокласичний період, що напевне пов'язано з відновлення гегемонії Мутульського царства. Це характеризується новими архітектурними проектом й швидким зростанням населення. Цього  періоду за підрахунками маяністів його чисельність становила близько 6-7 тисяч осіб.
Навіть після занепаду Мутуля, Пакбітун продовжував своє існування. За однією з гіпотез сюди переселилася частина населення з інших міст, що занепали. Втім зрештою Пакбітун припинив своє існував під час загального колапсу класичних мая.

## Опис
Розташовано поблизу міста Сан-Ігнасіо, на відстані 15 км на захід Шунантуніч, 40 км на північний схід від руїн Каракола. Це місто було зведено на межі двох екологічних зон — рівнини, вкритої тропічної рослинністю (на краю якої і виросло місто), і багатим сосновим лісом передгір'я. Середній радіус округи Пакбітуна 3,5—5 км при загальній площі 9,5 км2.

### Архітектура
Центр міста витягнувся по лінії схід-захід, включає в себе 41 будівлю. Основу складають комплекс Е-групи (на кшталт подібної групи в м. Уашактун), стадіон для гри в м'яч, палацовий комплекс, 2 дороги-сакбе, окремі храмові будівлі та житлові групи знаті.
Виділяють 3 зони класичного Пакбітуна — адміністративний центр і акрополь (0,5 км2), центральна частина (1 км2) і периферія (8 км2). Дві перші розглядаються як суто міська частина, в той час як третя являє собою сільськогосподарську округу (загалом розкопано 335 будівель на площі 1 км2 навколо міського ядра, все інше було віддано під землеробські культури).
Перші архітектури роботи відбулися в середині докласичного періоду, коли поверхні площ вирівняли і тричі перекрили. До появи монументальних платформ і храмових споруд епохи кінця докласичного періоду, їх місце займали легкі споруди з менш довговічних матеріалів — дерева, глини і очерету. Водночас були зведені 3 основні площі — А, В, С.
Наприкінці докласичного періоду (200—300 роки н. е.) споруджено ранню версію стадіону для гри в м'яч (Будівлі 14 та 15), а також ансамбль Е-групи, включаючи Будівлю 1, висота якого в цей період сягає 7 м. Цією ж епохою датується поховання 1-5 чоловіка під будівлею 1, яке не мало складного поховального інвентарю.
Тоді ж було розпочато оформлення ритуально-адміністративний центр міста. Більше половини будівель — 25 з 41 будівлі — виконували житлові функції. тут селилися представники родини ахава, знаті сім'ї, жрецтво.
У ранньокласичний період 300—550 років н. е. (фаза Цул') основні монументальні споруди міста перебудовано і оновлено. На західній сходах Будівлі 1, над похованням 1-5, споруджено святилище з каменю і дерева. Тут же, в західній піраміді Е-групи, знайдено жіноче поховання 1-6, в якому серед іншого поховального інвентарю виявлено поціновані у мая раковини мушлю-спонділус із зображенням гравця у м'яч. Це свідчить про високий соціальний статус похованої. На площі B було зведено Будівлю 23, що є першою з 3 масивних платформ, до яких згодом будуть тулитися житлові групи знаті, зрештою палацовий комплекс.
Пік монументальної активності прийшовся на середину VI—VII ст. (фаза Кок). У цей період архітектурне оновлення торкнулося практично кожної будівлі центральної частини міста. Споруджено дві церемоніальні дороги-сакбе — «Шлях Маї» завдовжки 230 м, яка пов'язує міський центр з комплексом Будівля 10 (заввишки 8 м), що виник на сході міста, і «Шлях Цуль» завдовжки 2,3 км, що йде з центру на південний захід. Ця сакбе веде до печери Цуль — важливого культовому місця Пакбітуна, на відстані 1,3 км перетинається зі «Шляхом Ціб» у 0,5 км, що зв'язує храмовий комплекс на північ від основної сакбе з громадською площею на південь від дороги.
На верхівці Будівлі 2 побудовано кам'яний храм. На думку деяких дослідників, він був першим кам'яним храмом в історії міста. Його споруджено на вершині піраміди. Загальна висота платформи і храму, що стоїть на ній, перевищила 10 м.
Остаточний вигляд архітектура міста набула у пізньокласичний період (550—750 роки) (фаза Ціб). В Е-групі кам'яні храми на кшталт храму на вершині Будівлі 2, споруджено на Будівлі 1, загальна висота якого сягає 16,5 м, а також Будівлях 4 і 5.
Основні зміни зазнала Будівля 23. По всьому її периметру з'явилися поздовжні приміщення «палацового» характеру. При цьому в північних кімнатах, звернених до просторого майдану В, споруджено підняті платформи — лави, деякі з яких добре помітно з площі, в той час як менші за розміром південні приміщення справляють враження більш приватного і затишного простору. У західній частині приміщень розміщується майстерня з обробки і виробництва сланцю, який використовувався в першу чергу при спорудженні гробниць і схованок. Так, в одній із західних кімнат виявлено 30 кам'яних плит (до 110 см завдовжки), заготовлених для обробки.

### Поховання
До фази Кок відноситься 10 поховань у центральній частині міста, зокрема «царське» поховання 1-9, виявлене в Будівлі 1. Воно являє собою добре збережений скелет чоловіка 40—45 років, на якому були сліди червоної вохри. Поховальний інвентар складався з 19 керамічних посудин, жадеїтових і піритових прикрас, а також порожніх кісткових трубок, що служили небіжчикові музичними інструментами. Штучно деформований череп було прикрито мушлею-спонділусом. Подібна похоронна практика нагадує Тікальські поховання 160 і 196.
У Будівлях 1,2, 23 знайдено 7 поховань представників знаті, що відносяться до фази Ціб (кінець класичного періоду). Але вони не були багаті, як поховання попередніх епох.

### Скульптура
Монументальний корпус міста нараховує 20 монументів — 13 стел і 7 вівтарів, 3 з яких мають сліди різьблення. Велика їх частина була виявлена всередині Е-групи, в Східному дворику і біля південно-західного палацового комплексу.
Різьблені монументи — стела 6, вівтарі 3 та 4 є свідченням посилення Пакбітуна як політичного і культового центру південного заходу Белізу. До останнього періоду історії Пакбітуна (700—900 роки) також відноситься від 4 до 7 гладеньких монументів, встановлених у монументальному центрі.

### Кераміка
Археологічні дослідження виявили рештки посуду, який відносять до фази Маї (близько X ст. до н. е.). Втім розвиток керамічного виробництва у місті припадає на фазу Ку наприкінці докласичного періоду. Керамічні майстерні існували до кінця існування міста, тобто колапсу класичного періоду. Найостанніший керамічний виріб відноситься до 860 року.

## Історія досліджень
Вперше виявлено у 1970-ті роки дослідником Полом Хілі. Результаті перших розкопки він представив у 1983 році. У 1986—1987 роках здійснювалися розкопки палацового комплексу. У 1990, 1995 та 2007 роках відбувалися дослідження житлових зон пам'ятки на чолі із К. Річі, К. Сунахарою, П. Хілі.
У 2010-х роках археологічні розкопки здійснював американський дослідник Террі Пауіс з Кеннесоського державного університету (штат Джорджія, США).